# Estadio Ankara 19 Mayis
El Estadio 19 de mayo de Ankara (en turco: Ankara 19 Mayıs Stadyumu) fue un estadio multipropósito que se encuentra ubicado en la ciudad de Ankara, Turquía. El estadio tiene una capacidad de 19 200 personas y es utilizado por los clubes de fútbol Gençlerbirliği y MKE Ankaragücü que disputan la Superliga de Turquía.
El estadio conmemora el día 19 de mayo de 1919, cuando el general Mustafa Kemal Atatürk arribó a la ciudad de Samsun para iniciar la Guerra de Independencia Turca. Ceremonias oficiales para celebrar el Día de la Juventud y el Deporte cada 19 de mayo también se celebran en este estadio.
El Estadio Ankara 19 Mayis fue refaccionado recientemente por el Ayuntamiento de Ankara dotándolo de un techo que cubre totalmente las graderías, cuenta además con un estadio de baloncesto recién terminado a un costado el Ankara Arena y el Parque de la Juventud en el sur.
En el 2018 el estadio fue cerrado.